# Museum Voorlinden

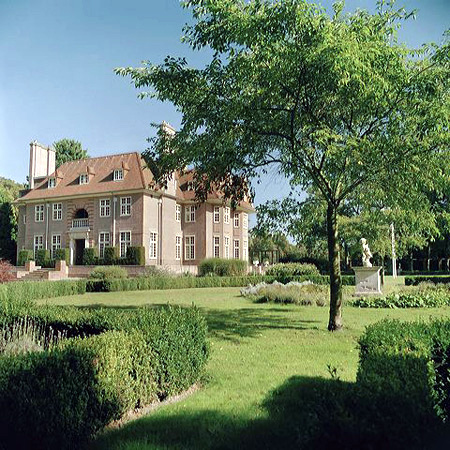
Huis Voorlinden (museumrestaurant), rijksmonument 524569

Museum Voorlinden is een Nederlands particulier museum voor moderne en hedendaagse kunst op het Landgoed Voorlinden te Wassenaar in Zuid-Holland. De erin ondergebrachte kunstverzameling van Joop van Caldenborgh staat bekend als de Caldic Collectie, de grootste particuliere kunstcollectie in Nederland.

## Museum
De bouw van het museum startte in 2013. Het werd op 10 september 2016 officieel geopend in aanwezigheid van koning Willem-Alexander.
Het museumgebouw, naar een ontwerp van architect Dirk Jan Postel van architectenbureau Kraaijvanger, bestaat uit twee lagen, waarvan één bovengronds van zeven meter hoog. De opzet is mede geïnspireerd op die van het Deense museum Louisiana (1958) en de Zwitserse Fondation Beyeler (1997). Door toepassing van veel glas en met natuursteen beklede wanden in de kleur van duinzand voegt het gebouw zich naar de omgeving, die omstreeks 1912 is ingericht door de landschapsarchitect Leonard Springer. De in 2016 aangelegde museumtuin is een ontwerp van Piet Oudolf.
In het museum is een oppervlakte van ruim 4.000 m² voor tentoonstellingen gereserveerd. Naast zalen voor tijdelijke tentoonstellingen, wisselende collectiepresentaties en de vaste collectie omvat het gebouw een auditorium, een bibliotheek, een museumwinkel, educatieruimte en een restauratie-atelier. Op circa honderd meter afstand van het museumgebouw is het museumrestaurant gevestigd in het oude landhuis. Dit rijksmonument is in 1912 ontworpen door de Britse architect R.J. Johnston in Engelse landhuisstijl.

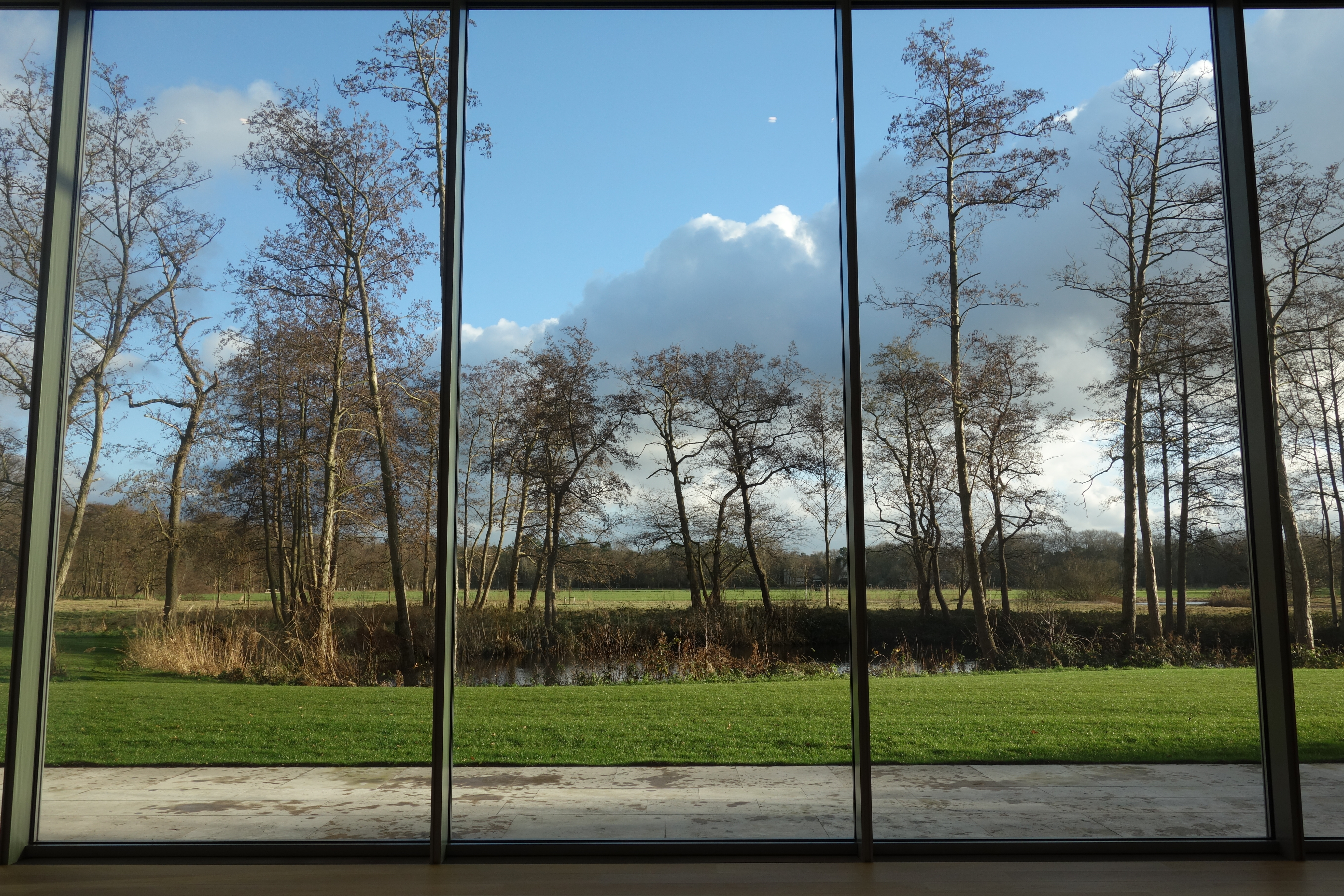
Zicht vanuit het museum
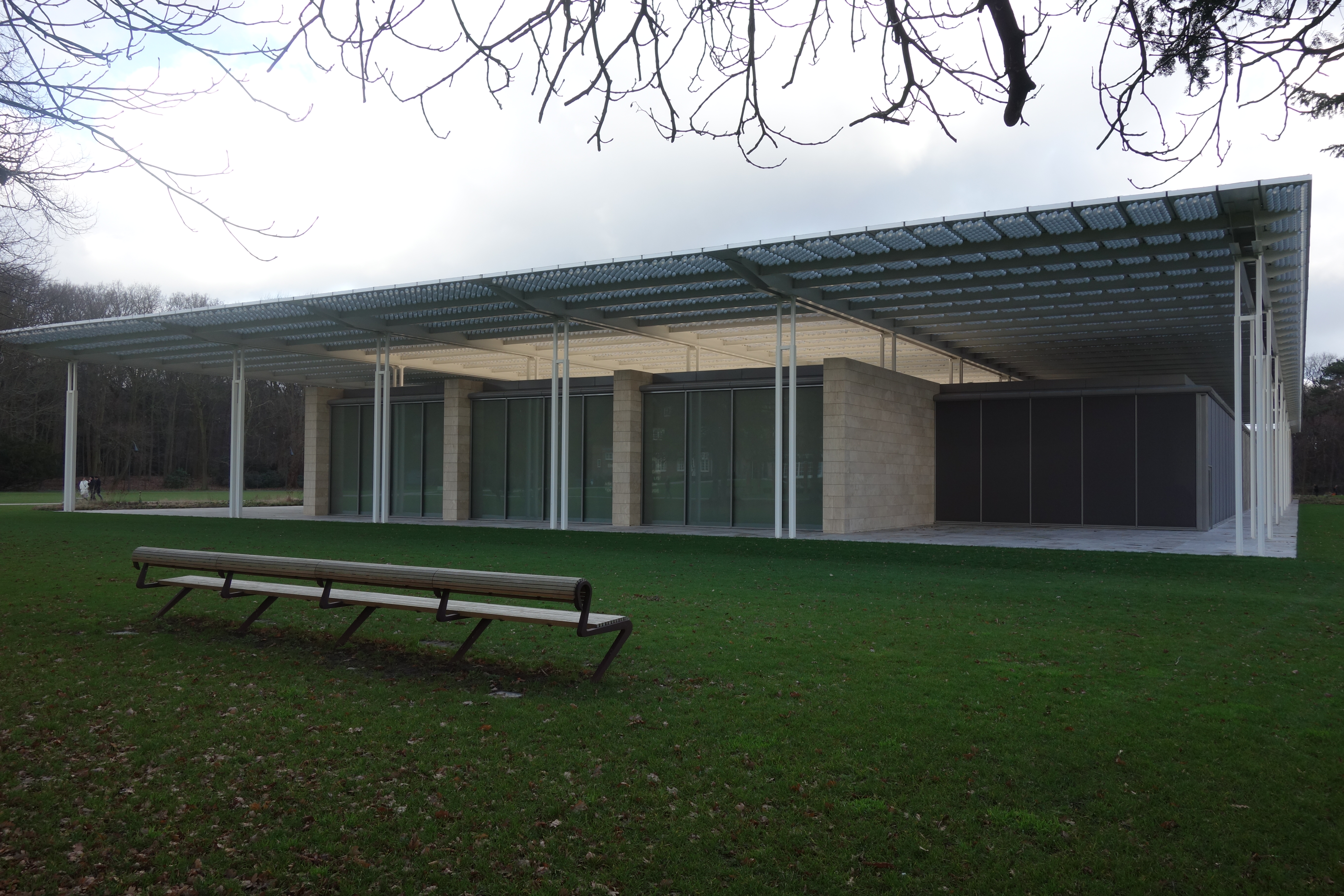
Zicht op het museum
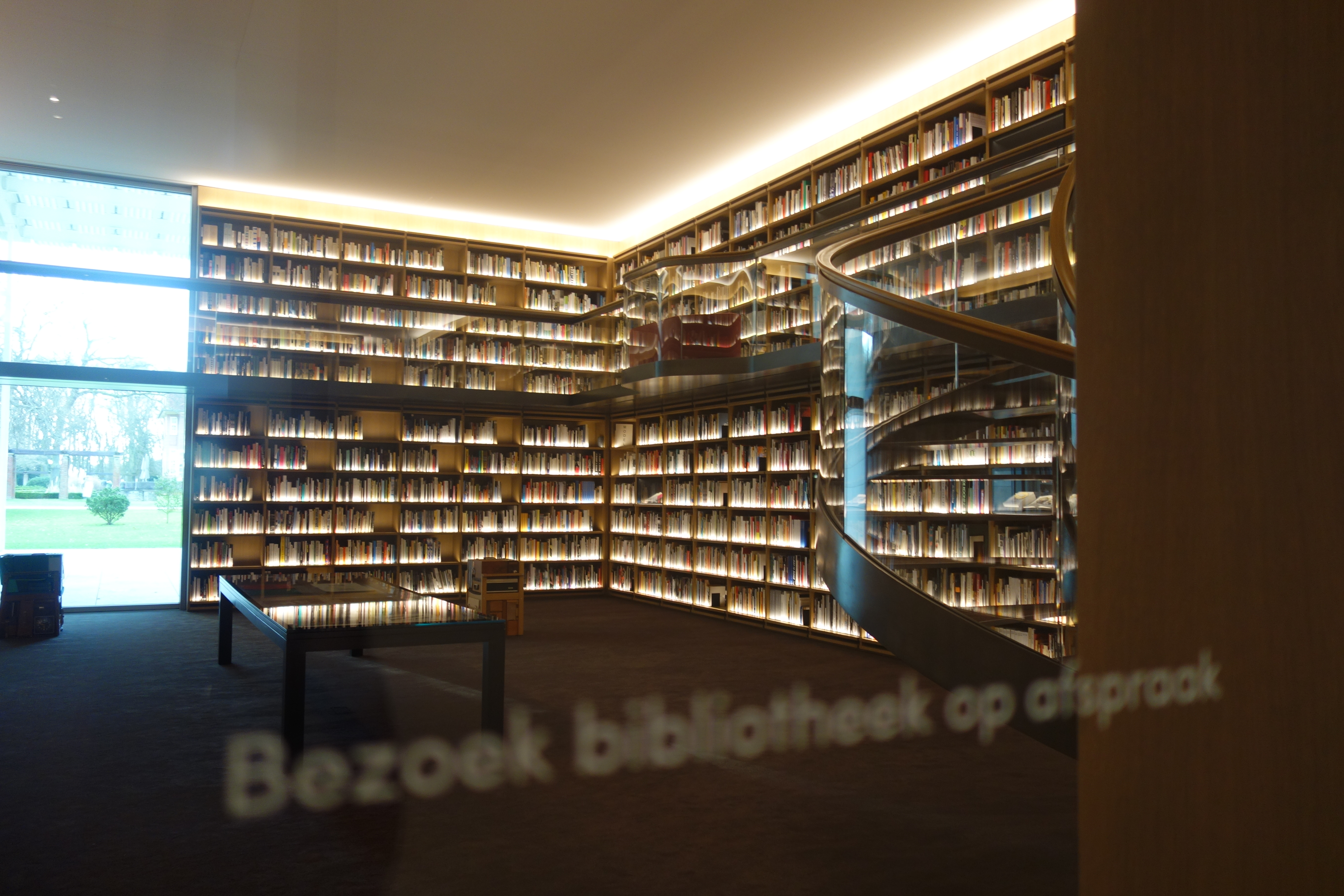
Bibliotheek
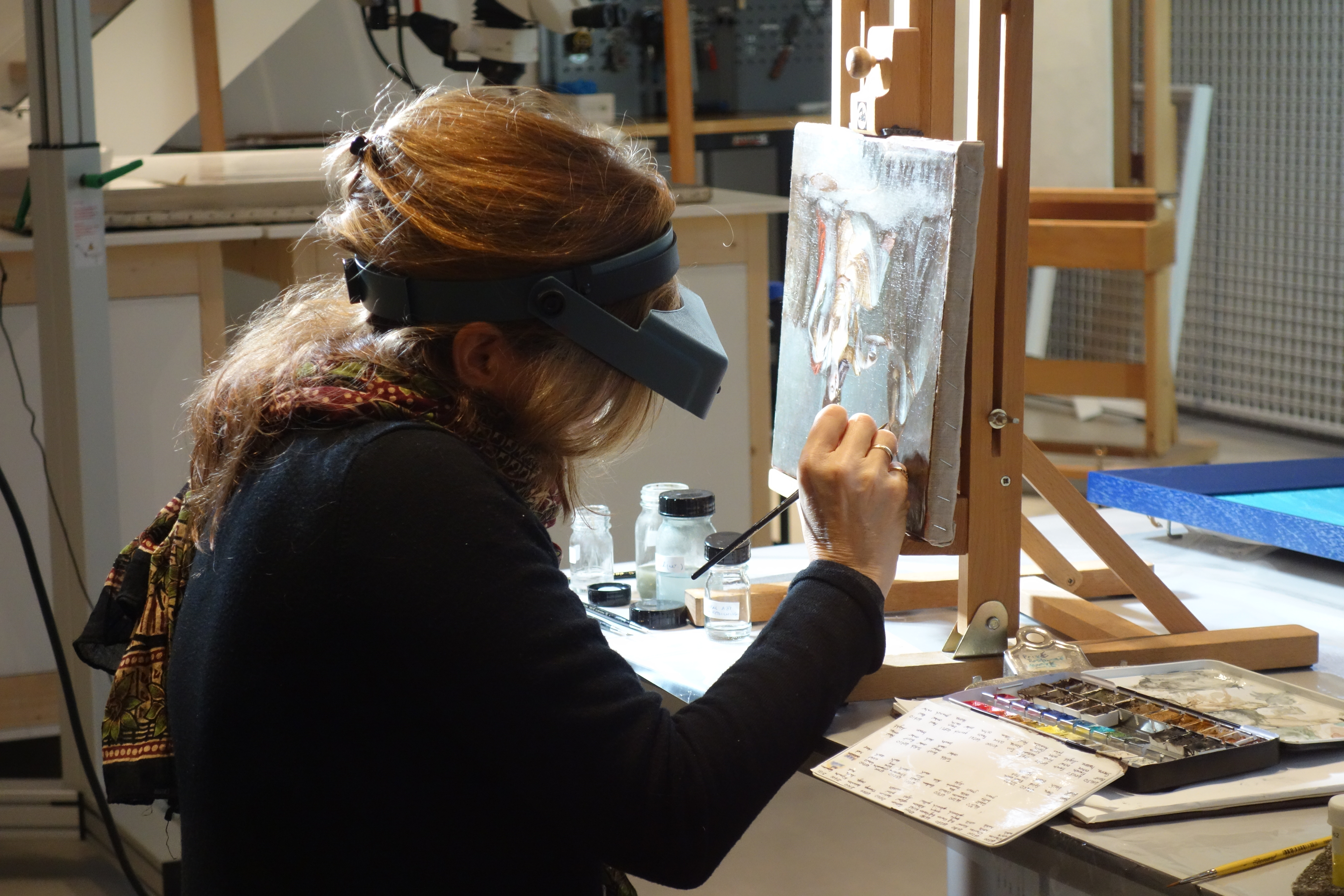
Restauratrice aan het werk

## Organisatie
De kunsthistorica Suzanne Swarts, sinds 2006 conservator van de Caldic Collectie, werd artistiek directeur van Museum Voorlinden. Wim Pijbes, van 2008 tot 2016 hoofddirecteur van het Rijksmuseum Amsterdam, werd met ingang van 1 juli 2016 algemeen directeur, maar verruilde die functie na drie maanden voor het bestuurslidmaatschap. Swarts nam zijn taken en functie over.
Caldic Collectie BV draagt het beheer op termijn over aan een stichting, verantwoordelijk voor de verzameling en de exploitatie van het museum en het landgoed.

## Caldic Collectie

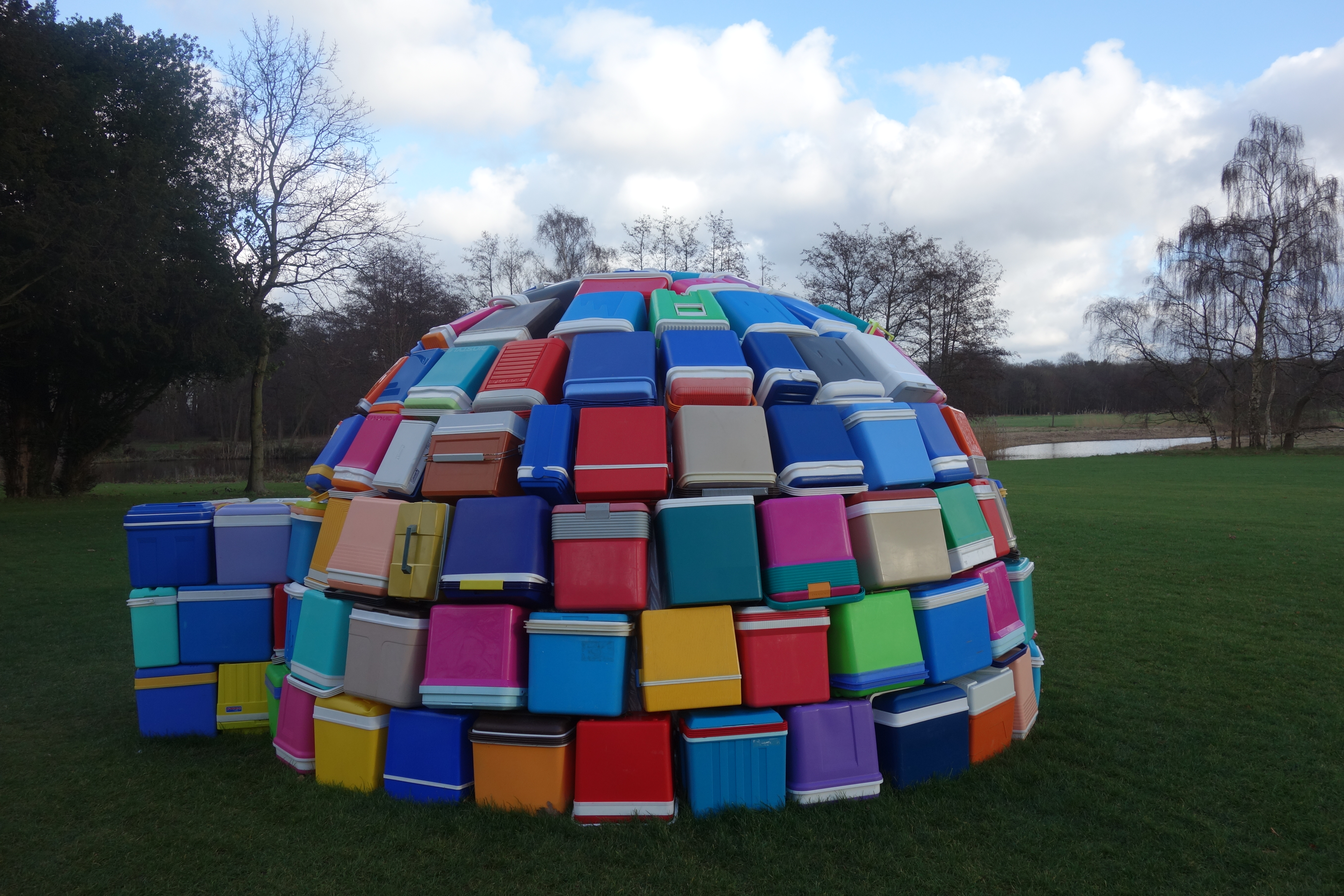
Last Summer van Michael Johansson

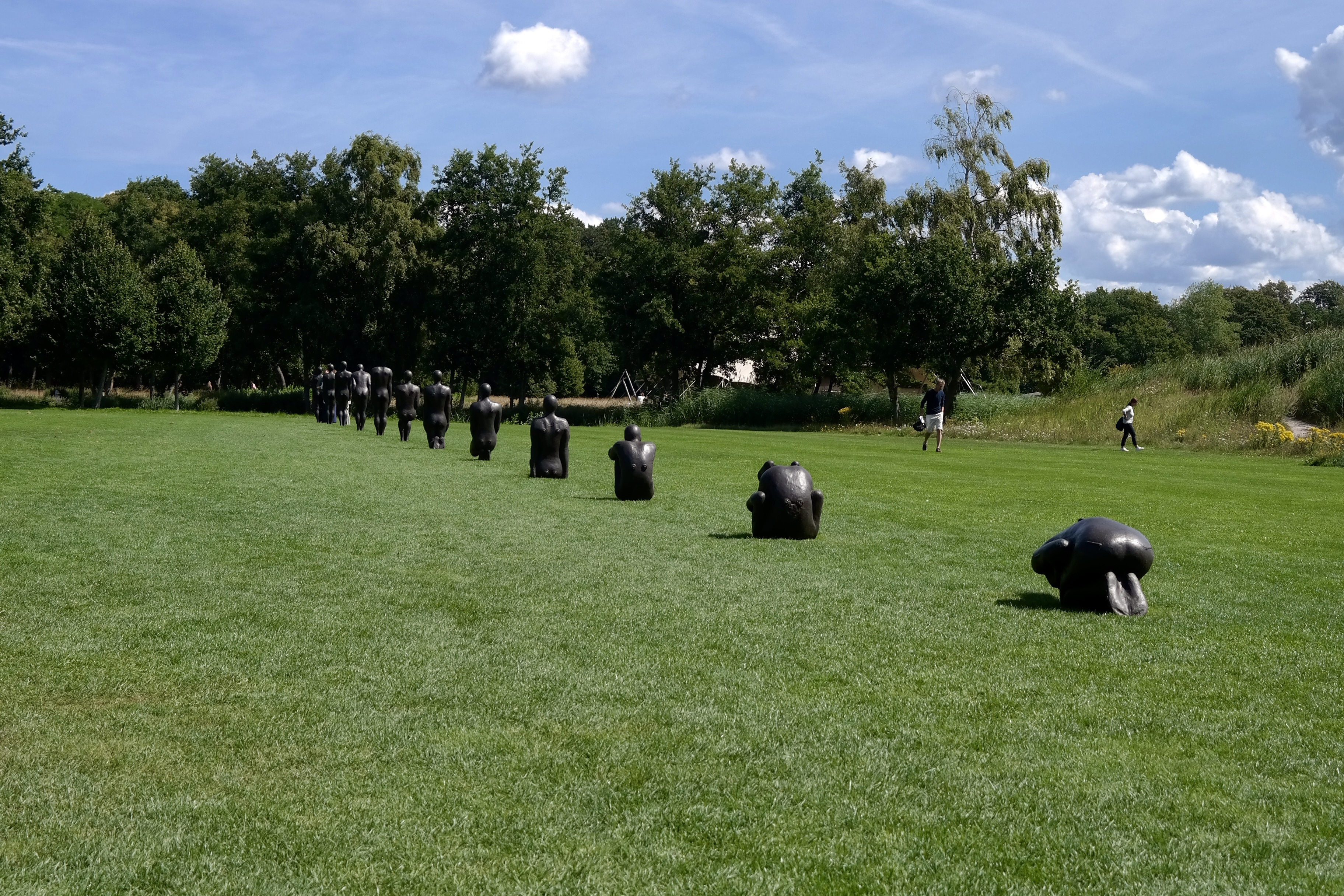
Critical Mass van Antony Gormley in augustus 2022

De ontsluiting van de omvangrijke kunstverzameling gebeurt via het tentoonstellen van de vaste collectie en tijdelijke tentoonstellingen in en buiten het museum. Delen van de collectie, die Van Caldenborgh zelf "eclectisch" noemt, waren te zien in twee tentoonstellingen in Rotterdam: in 2002-2003 Imagine you are standing here in front of me in Museum Boijmans Van Beuningen en in 2011 I promise to love you in de Kunsthal..
De Caldic Collectie van moderne en hedendaagse kunst, bijeengebracht sinds de vroege jaren zeventig, bestaat uit schilderijen, beelden, collages en fotografie, voornamelijk uit de 20e eeuw. Hieronder zijn werken van Ai Weiwei, Atelier Van Lieshout, Philip Akkerman, Louise Bourgeois, Marcel Broodthaers, Joseph Cornell, Tracey Emin, Damien Hirst, Anselm Kiefer, Yayoi Kusama, Ron Mueck, Maurizio Nannucci, Ernesto Neto, Bridget Riley, Cindy Sherman, Sam Taylor-Wood, James Turrell, Gyz la Rivière en Robert Zandvliet. Voor Museum Voorlinden heeft James Turrell een lichtkoepel Skyspace vervaardigd. Er staan ook Richard Serra's stalen sculptuur Open ended en grote glazen objecten van Roni Horn.
De beelden in de nabijgelegen Beeldentuin Clingenbosch van de familie Van Caldenborgh zijn op afspraak te bezoeken. Hieronder zijn werken van Armando, Antony Gormley, Anish Kapoor, Sol LeWitt, Richard Long, Paul McCarthy, Mario Merz, Henry Moore, Petra Morenzi, Panamarenko, Jean Tinguely en Carel Visser.

## Tijdelijke tentoonstellingen
De openingstentoonstelling in 2016 met werken uit de eigen collectie kreeg de titel Full Moon. De eerste tijdelijke expositie, gewijd aan werk van Ellsworth Kelly, werd ingericht door gastconservator Rudi Fuchs.
Voorlinden organiseert jaarlijks gemiddeld vier kortlopende tentoonstellingen, gewijd aan een thema (deels) gebaseerd op de eigen collectie, of aan het werk van een individuele kunstenaar. Onder hen waren Rodney Graham (tweemaal), Michael Johansson, Armando, Louise Bourgeois, Pablo Picasso & Alberto Giacometti, Giuseppe Penone, Antony Gormley, Herwig Ilegems, Rinus Van de Velde, Maarten Baas, Anselm Kiefer, Alex Katz, Sam Taylor-Johnson en Michaël Borremans. In december 2024 opende de eerste museale solotentoonstelling van keramisch beeldhouwwerk van zanger/kunstenaar Nick Cave, van wie het museum een serie van zeventien beeldjes met onder meer 'duivelse' figuurtjes aankocht.